# Zachepylivka (huyện)
Huyện Zachepylivka (tiếng Ukraina: Зачепилівський район, chuyển tự: Zachepylivkas’kyi raion) là một huyện của tỉnh Kharkiv thuộc Ukraina. Huyện Zachepylivka có diện tích 794 km², dân số theo điều tra dân số ngày 5 tháng 12 năm 2001 là 18834 người với mật độ 24 người/km2. Trung tâm huyện nằm ở Zachepylivka.